# Michaela Neubert

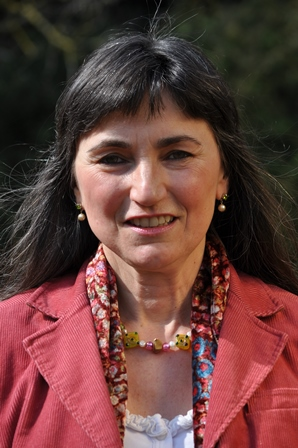
Michaela Neubert (2013)

Michaela Neubert, geborene Michaela Boser (* 1963 in Würzburg), ist eine deutsche Kunsthistorikerin.

## Leben
Michaela Neubert studierte Kunstgeschichte, Volkskunde und Archäologie  an der Julius-Maximilians-Universität Würzburg und der Albert-Ludwigs-Universität Freiburg. Den Magisterabschluss machte sie im Jahr 1991. Mit einer umfangreichen Doktorarbeit bei Stefan Kummer über Franz Joseph Spiegler, den Hauptvertreter der schwäbischen Barockmalerei, promovierte sie zur Dr. phil. Im Rahmen ihrer Forschungen erhielt sie ein Promotionsstipendium des Deutschen Studienzentrums in Venedig.
Zusammen mit Stefan Kummer und Verena Friedrich engagierte sie sich in dem von der Deutschen Forschungsgemeinschaft geförderten Projekt „Die Genese der Würzburger Residenz – Baugeschichte und Ausstattung“.
Ferner war sie in das wissenschaftliche Projekt der Edition der „Pomona Franconica“ des Johann Prokop Mayer eingebunden.
Seit 2005 ist sie als Kustodin am Institut für Hochschulkunde an der Universität Würzburg tätig.

## Werke
- Das künstlerische Schaffen des Carlo Carlone, Giuseppe Appiani und Federico Bencovich in Franken. In: Frankenland, Zeitschrift für fränkische Landeskunde und Kulturpflege, hg. v. Frankenbund, Bd. 51 (1999), S. 251–270. GoogleBooks
- mit Martin Okrusch und Klaus-Peter Kelber: Steinbrüche der Barockzeit im Würzburger Stadtgebiet, in: Geschichte der Stadt Würzburg, Bd. 2: Vom Bauernkrieg 1525 bis zum Übergang an das Königreich Bayern 1814, hg. v. Ulrich Wagner. Stuttgart 2004, S. 692–702.
- Die katholische Pfarrkirche St. Wolfgang zu Wolfsmünster. Anmerkungen zum Kirchenbau und seiner Ausstattung, in: 1200 Jahre Wolfsmünster, 802–2002, Festschrift zum Ortsjubiläum, hg. v. Adolf J. Lutz, Gräfendorf-Wolfsmünster 2002, S. 18–21 und in: Priester in einer bewegten Zeit: Karl Riedmann, Pfarrer und Dekan (1934–1961, Wolfsmünster), Hg. Wilhelm Heinz, Gräfendorf 2005, S. 59–63.
- mit Martin Okrusch, Klaus-Peter Kelber und Verena Friedrich: Historische Steinbrüche im Würzburger Stadtgebiet im Wandel der Zeit (= Mainfränkische Hefte 105, hg. v. Freunde Mainfränkischer Kunst und Geschichte), Volkach 2006.
- Franz Joseph Spiegler 1691–1757. Die künstlerische Entwicklung des Tafelbildmalers und Freskanten. (Phil. Diss. Würzburg 1997; Schwäbische Geschichtsquellen und Forschungen 27). Weißenhorn 2007. GoogleBooks
- Der Arion-Brunnen des ehemaligen Gerhardschen Hofs zu Würzburg von Johann Wolfgang van der Auwera, in: Architektur und Figur. Das Zusammenspiel der Künste. Festschrift für Stefan Kummer zum 60. Geburtstag, hg. v. Nicole Riegel u. Damian Dombrowski, München u. a. 2007, S. 405–424.
- Die Steinplastiken des Würzburger Hofgartens unter Fürstbischof Adam Friedrich von Seinsheim, in: Pomona Franconica – Früchte für den Fürstbischof. Begleitbuch zur Ausstellung der Universitätsbibliothek Würzburg in der Residenz Würzburg, 16. Mai – 16. September 2007, Würzburg 2007, S. 197–210.
- „Jungfer Clara“ – Das „Holländische Rhinozeros“, portraitiert vom Hofmaler Anton Clemens Lünenschloß, auf dem Marktplatz zu Würzburg. In: Andreas Mettenleiter (Hrsg.): Tempora mutantur et nos. Festschrift Walter M. Brod. Akamedon, Pfaffenhofen 2007, S. 328–331.
- mit Hans Peter Hümmer: Die studentischen Stammbücher mit Einträgen aus Jena im Institut für Hochschulkunde an der Universität Würzburg. Ein Bestandskatalog. In: Einst und Jetzt, Jahrbuch des Vereins für corpsstudentische Geschichtsforschung, Bd. 53 (2008), S. 271–297. GoogleBooks
- 150 Jahre Allgemeines Deutsches Kommersbuch. 2008. GoogleBooks
- „Natürliche Abschilderung des academischen Lebens“ – Kupferstiche des Nürnberger Graphikers Johann Georg Puschner, genannt Dendrono (1680–1749). Einst und Jetzt, Bd. 55 (2010), S. 17–38. GoogleBooks
- Die deutsche Studentensprache in der bildenden Kunst. Einst und Jetzt, Bd. 57 (2012), S. 15–50.
- mit Hans Peter Hümmer: Das Ordensstammbuch des Livländers Christian Benjamin Frobrig (Jena 1789 – Erfurt 1795). Einst und Jetzt, Bd. 57 (2012), S. 67–129.
- Das napoleonische Zeitalter und die Befreiungskriege, dargestellt an ausgewählten Sammlungsobjekten des Instituts für Hochschulkunde an der Universität Würzburg. Einst und Jetzt, Bd. 58 (2013), S. 49–94.
- mit Hans Peter Hümmer: „Wilhelm Schmiedebergs Blätter der Erinnerung (1835–1839).“ Ein Beitrag zur studentischen Memorialkultur an der Albertus-Universität Königsberg, hg. vom Verein für corpsstudentische Geschichtsforschung in Zusammenarbeit mit dem Institut für Hochschulkunde an der Universität Würzburg und der Deutschen Gesellschaft für Hochschulkunde. Würzburg und Neustadt an der Aisch 2013 – 364 S., ca. 200 meist farbige Abbildungen, Graphiken und Tabellen – ISBN 978-3-87707-872-3.
- mit Matthias Stickler: 650 Jahre Universität Wien in Kalenderblättern. In: Einst und Jetzt, Bd. 60 (2015), S. 13–26
- „Es lebe die academische Freiheit!“ Eine Schriftquelle zum Würzburger Studentenkarzer im Martin-von-Wagner-Museum der Universität Würzburg. In: Einst und Jetzt, Bd. 60 (2015), S. 225–264.
- mit Matthias Stickler: Jahreskalender der Deutschen Gesellschaft für Hochschulkunde (DGfH)
  - 2016, mit dem thematischen Schwerpunkt „Das paritätische und jüdische Verbindungswesen“. In: Einst und Jetzt, Bd. 61 (2016), S. 383–418.
  - 2017, mit dem thematischen Schwerpunkt „Universitäten in Franken“. In: Einst und Jetzt, Bd. 62 (2017), S. 383–418.
  - 2018, mit dem thematischen Schwerpunkt „150 Jahre Deutsche Landsmannschaft“. In: Einst und Jetzt, Bd. 63 (2018), S. 383–418.

## Mitarbeit an Lexika
- Lexikon für Theologie und Kirche (seit 1994)
- Allgemeines Künstlerlexikon (seit 1998)